# Rainmaker (песня Эммили де Форест)
«Rainmaker» (Чудотворец) — песня в исполнении датской певицы Эммили де Форест. Песня была выпущена 21 февраля 2014 года в Дании. Песня является официальным гимном для конкурса песни «Евровидение 2014». Авторами песни являются Эммили де Форест, Якоб Шак Глезнер и Фредрик Сонефорс.

## Информация о песне
Говоря о песне, Эммили рассказывает о своих ассоциациях с ней: «Эта песня о племени, члены которого объединяются для того, чтобы вызвать дождь, чтобы видеть свои земли вновь цветущими и полными жизни. В более широком смысле «Rainmaker» — это кто-либо или что-либо, что может объединить людей». Эммили также упомянула о своём успехе после победы на «Евровидение» в 2013 году, «Я выступала с моей музыкой по всей Европе, выпустила свой дебютный альбом и написала много новых песен — если честно, я живу своей мечтой!»

## Живое выступление
10 мая 2014 года Эммили исполнит свою песню в финале конкурса песни «Евровидение 2014», который пройдёт в зале комплекса «B&W», в Копенгагене, Дания.

## Список композиций
| №  | Название    | Автор(ы)                                             | Длительность |
| -- | ----------- | ---------------------------------------------------- | ------------ |
| 1. | «Rainmaker» | Эммили де Форест, Якоб Шак Глезнер, Фредрик Сонефорс | 3:43         |

## Позиции в чартах
| Чарт (2014)         | Наивысшая позиция |
| ------------------- | ----------------- |
| Дания (Tracklisten) | 10                |

## Хронология релиза
| Страна | Дата                 | Формат           | Лейбл                   |
| ------ | -------------------- | ---------------- | ----------------------- |
| Дания  | 21 февраля 2014 года | Digital download | Universal Music Denmark |